# Велико Војводство Краков
Велико Војводство Краков (нем. Großherzogtum Krakau) створено је након аустријског освајања Слободног града Кракова 16. новембра 1846. године. Титула великог војводе Кракова од 1846. до 1918. године припадала је аустријском цару.

## Историја
Слободни град Краков настао је на просторима некадашњег Варшавског војводства као протекторат. Мада је функционисао као независан још од Бечког конгреса (1815), Краков је био под троструким аустријско-руско-пруским утицајем. Након неуспешног Краковског устанка, Аустрија га је анектирала 1846. године. Истовремено, назив аустријског административног ентитета, који је обухватао просторе Галиције и неких пољских територија западно од ње, промењен је у Краљевину Галицију и Лодомерију и Велико војводство Краков. Ови ентитети (Галиција и Лодомерија, Краков, Војводство Освјенћим и Војводство Затор) формално су били одвојени. Титулу војвода носио је аустријски цар. Свако војводство имало је посебну заставу и администрацију. Ипак, заједно су чинили једну покрајину Аустријског царства. Локална власт била је у рукама комисионог гувернера.